# Kõveriku
Kõveriku est un village de 52 habitants de la Commune d'Avinurme du Comté de Viru-Est en Estonie. 